# Routot
Routot és un municipi francès situat al departament de l'Eure i a la regió de Normandia. L'any 2014 tenia 1.499 habitants.

## Demografia

### Població
El 2007 la població de fet de Routot era de 1.340 persones. Hi havia 556 famílies de les quals 176 eren unipersonals (68 homes vivint sols i 108 dones vivint soles), 144 parelles sense fills, 172 parelles amb fills i 64 famílies monoparentals amb fills.
La població ha evolucionat segons el següent gràfic:
Habitants censats

### Habitatges
El 2007 hi havia 610 habitatges, 564 eren l'habitatge principal de la família, 10 eren segones residències i 36 estaven desocupats. 483 eren cases i 126 eren apartaments. Dels 564 habitatges principals, 304 estaven ocupats pels seus propietaris, 245 estaven llogats i ocupats pels llogaters i 15 estaven cedits a títol gratuït; 42 tenien una cambra, 19 en tenien dues, 81 en tenien tres, 182 en tenien quatre i 240 en tenien cinc o més. 463 habitatges disposaven pel capbaix d'una plaça de pàrquing. A 258 habitatges hi havia un automòbil i a 228 n'hi havia dos o més.

### Piràmide de població
La piràmide de població per edats i sexe el 2009 era:
| Homes | Edats   | Dones |
| ----- | ------- | ----- |
| 0     | 95 o +  | 0     |
| 0     | 90 a 94 | 4     |
| 8     | 85 a 89 | 28    |
| 12    | 80 a 84 | 4     |
| 20    | 75 a 79 | 16    |
| 44    | 70 a 74 | 48    |
| 20    | 65 a 69 | 32    |
| 16    | 60 a 64 | 24    |
| 20    | 55 a 59 | 16    |
| 32    | 50 a 54 | 32    |
| 20    | 45 a 49 | 32    |
| 32    | 40 a 44 | 48    |
| 36    | 35 a 39 | 24    |
| 48    | 30 a 34 | 44    |
| 48    | 25 a 29 | 60    |
| 44    | 20 a 24 | 12    |
| 68    | 15 a 19 | 28    |
| 24    | 10 a 14 | 36    |
| 48    | 5 a 9   | 32    |
| 32    | 0 a 4   | 24    |

## Economia
El 2007 la població en edat de treballar era de 821 persones, 614 eren actives i 207 eren inactives. De les 614 persones actives 559 estaven ocupades (308 homes i 251 dones) i 55 estaven aturades (27 homes i 28 dones). De les 207 persones inactives 58 estaven jubilades, 75 estaven estudiant i 74 estaven classificades com a «altres inactius».

### Ingressos
El 2009 a Routot hi havia 575 unitats fiscals que integraven 1.339,5 persones, la mediana anual d'ingressos fiscals per persona era de 16.983 €.

### Activitats econòmiques
Dels 59 establiments que hi havia el 2007, 2 eren d'empreses alimentàries, 1 d'una empresa de fabricació d'altres productes industrials, 3 d'empreses de construcció, 11 d'empreses de comerç i reparació d'automòbils, 2 d'empreses de transport, 9 d'empreses d'hostatgeria i restauració, 4 d'empreses financeres, 3 d'empreses immobiliàries, 7 d'empreses de serveis, 13 d'entitats de l'administració pública i 4 d'empreses classificades com a «altres activitats de serveis».
Dels 25 establiments de servei als particulars que hi havia el 2009, 1 era una gendarmeria, 1 oficina de correu, 3 oficines bancàries, 1 taller de reparació d'automòbils i de material agrícola, 2 autoescoles, 1 paleta, 1 guixaire pintor, 1 fusteria, 1 lampisteria, 3 perruqueries, 6 restaurants, 3 agències immobiliàries i 1 tintoreria.
Dels 7 establiments comercials que hi havia el 2009, 1 era un hipermercat, 1 una botiga de més de 120 m², 1 una botiga de menys de 120 m², 2 carnisseries, 1 una botiga de material de revestiment de parets i terra i 1 una joieria.
L'any 2000 a Routot hi havia 26 explotacions agrícoles que ocupaven un total de 688 hectàrees.

## Equipaments sanitaris i escolars
L'únic equipament sanitari que hi havia el 2009 era una farmàcia.
El 2009 hi havia una escola elemental. Routot disposava d'un col·legi d'educació secundària amb 311 alumnes.

## Poblacions més properes
El següent diagrama mostra les poblacions més properes.